# Леніна (Аксайський район)
Леніна — хутір в Аксайському районі Ростовської області; адміністративний центр Ленінського сільського поселення.
Населення — 3547 осіб (2010 рік).

## Географія
Хутір Леніна положено над лівою притокою Койсюгу, — Мокрим Батаєм; у 20 км південніше міста Аксай, й західніше Батайська.

### Вулиці
| - вул. 60 років СРСР, - вул. Асфальтна, - вул. Берегова, - вул. Гагаріна, - вул. Заводська, - вул. Зелена, - вул. Леніна, - вул. Молодіжна, | - вул. Городня, - вул. Онучкіна, - вул. Первомайська, - вул. Піонерська, - вул. Платова, - вул. Перемоги, - вул. Робоча, - вул. Північна, | - пров. Короткий, - пров. Садовий, - пров. Ювілейний. |

## Історія
У 1920 році в районі хутора Леніна було утворено артіль спільної обробки землі ім. Карла Маркса. Організаторами товариства були селяни Батайська: Ізюмський, Гречишкін й Матюхов. У 1928 році на місці нинішнього хутора Леніна батайські селяни організували комуну під назвою «Пахар Жовтня».
Механізації не було, всі роботи проводилися вручну, для важких робіт залучалися коні й воли. Пізніше комунари отримали два трактори марки «Фордзон».
У 1935 році з комуни було створено колгосп імені Леніна. За рахунок коштів колгоспу були побудовані 40 будинків, й пізніше клуб. В колгоспі була своя пасіка.
У 1957 році на базі колгоспу імені Леніна, МТС й колгоспу «Койсузький» було створено радгосп «Радянська Росія». Радгосп спеціалізувався на виробництві овочів й молока. Були побудовані дитячий садок, десятирічна школа, контора радгоспу, сільська рада, гуртожиток, їдальня, житлові будинки, амбулаторія, два двоповерхових будинки, будинок побуту, три магазини. У центрі радгоспу висаджено парк з близько трьох тисяч різних дерев. Населення радгоспу склало близько 2-х тисяч чоловік.
У 1991 році замість радгоспу «Радянська Росія» було організовано колективне сільськогосподарське підприємство «Родіна».
У 1994 році Ленінська сільська рада була реорганізована у Ленінську сільську адміністрацію.
З грудня 1997 року КСП «Родіна» було перейменовано в СГВК «Колгосп Русь», що було ліквідоване в 2003 році.

## Транспорт
Хутором проходить дорога М4 «Дон».

## Пам'ятки
- Церква Спаса Преображення.[2]
- Встановлений 2007 року пам'ятник на братській могилі 24 воїнів 3-го гвардійського танкового корпусу СРСР, які у січні 1943 року раптовим кидком вибили з хутора німецькі частини, що прикривали батайський аеродром.